# Mark Elchardus
Mark Elchardus (né le 28 novembre 1946) est un professeur de sociologie à la VUB.

## Biographie
Au cours de la période 1966-1967, Mark Elchardus était actif en tant qu'étudiant dans la branche gantoise du mouvement anarchiste de gauche néerlandais Provo. En 1968, il part étudier la sociologie à la Vrije Universiteit Brussel.
Outre sa carrière universitaire, Elchardus s'engage auprès de la société civile en tant que président du Fonds P&V, une fondation créée en 1997 sous l'égide de la Fondation Roi Baudouin pour lutter contre l'exclusion sociale des jeunes immigrés. De 1995 à 2011, il a été président de l'aile flamande de l'Union nationale des mutualités socialistes.
À l’automne 2021, son livre Reset sur l'identité, la communauté et la démocratie, peut être considéré selon le journaliste Rik Van Cauwelaert, comme l'un des livres politiques les plus importants des dernières décennies. Le livre a été critiqué par Louis Tobback,.

## Publications
- (nl) De dramademocratie (Terra-Lannoo, 2002;  (ISBN 9789020950724))
- (nl) Het grootste geluk (met Wendy Smits, Lannoo, 2007;  (ISBN 9789020971156))
- (nl) Éen land, twee talen: België uit het leven gegrepen (met Kobe De Keere en Olivier Servais, Lannoo Campus, 2011;  (ISBN 9789020993004))
- (nl) Voorspelbaar uniek: dieper graven in de symbolische samenleving (met Ignace Glorieux, Lannoo Campus, 2012;  (ISBN 9789401405577))
- (nl) Voorbij het narratief van neergang (Lannoo, 2015;  (ISBN 9789401429122))
- (nl) Reset. Over identiteit, gemeenschap en democratie (Ertsberg, 2021;  (ISBN 9789464369007))
- (nl) Vrijheid/veiligheid (Ertsberg, 2023;  (ISBN 9789464369915))
- (nl) Over grenzen (Ertsberg, 2024;  (ISBN 9789464750911))